# Friedhofskreuz (Aschach)

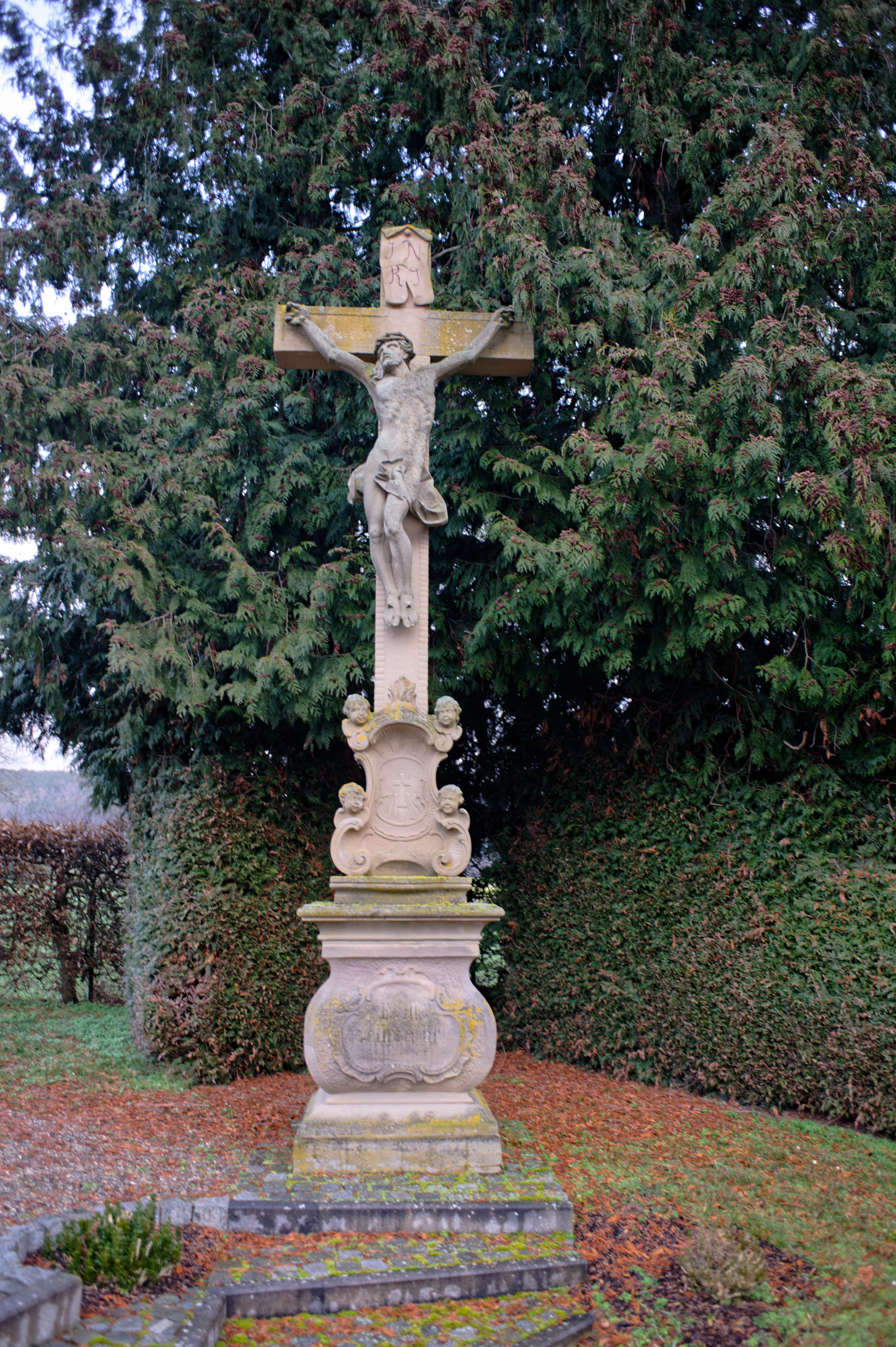
Friedhofskreuz, Aschach

Das Friedhofskreuz Aschach befindet sich auf dem Friedhof von Aschach, einem Gemeindeteil des Marktes Bad Bocklet im unterfränkischen Landkreis Bad Kissingen. Das Wegkreuz gehört zu den Baudenkmälern von Bad Bocklet und ist unter der Nummer D-6-72-112-43 in der Bayerischen Denkmalliste registriert.

## Beschreibung
Das etwa 4,84 m hohe Friedhofskreuz besteht aus gelbem Sandstein und wurde im Jahr 1866 von Bildhauer Michael Arnold gefertigt. Laut „Geschichte des Marktes Aschach in Unterfranken“ von Ludwig Böhm und Karl Rützel (Archiv des historischen Vereins Unterfranken, Band XLIV, S. 96) wurde das Kreuz von Peter Hein aus Großenbrach gestiftet. Wie Kreisheimatpfleger Werner Eberth vermutet, wurde vom Auftraggeber eine barocke Ausführung des Kreuzes gewünscht.
Auf einem zwiebelförmige, 104 cm hohen  Rokokosockel mit den Maßen 92 cm × 90 cm unten befindet sich eine Abschlussplatte mit den gleichen Maßen. Auf einem 13 cm hohen Altaruntersatz in Schalenform befindet sich ein 105 cm hohes und 66,5 cm breites Rokokoaltärchen mit vier Putti und eine Nische mit IHS-Aufschrift. Dahinter befindet sich der 3,80 m hohe Schaft des Hochkreuzes mit etwa 50 cm breitem Querbalken und Abschlussteil für die INRI-Inschrift (Querschnitt: 30 cm × 21,5 cm).
Die Sockelinschrift in gotischer Schrift lautet:

„Es ist vollbracht!“

Das Friedhofskreuz wurde im Jahr 1990 von Bildhauer Ludwig Bauer renoviert.